# Пакуш, Лариса Владимировна
Пакуш Лариса Владимировна (9.03.1943, г. Вольск Саратовской области) — доктор экономических наук, профессор, Чрезвычайный и Полномочный посол.

## Биография
Родилась 9 марта 1943 г. в г. Вольске Саратовской области в семье военнослужащего. В 1960 г. окончила среднюю школу № 36 г. Алма-Аты с серебряной медалью и поступила на экономический факультет Белорусской сельскохозяйственной академии.
С 1965 по 1983 г. работала в БСХА ассистентом, старшим преподавателем, доцентом, заведующим кафедрой экономической теории.
В 1972 г. защитила кандидатскую диссертацию на тему «Обоснование оптимальной структуры зернового производства (на примере колхозов и совхозов Витебской области БССР)».
С сентября 1983 г. по сентябрь 1991 г. работала в партийных органах Могилёвской области секретарём горкома и обкома по идеологической работе.
С 1991 по 1996 г. доцент кафедры экономической теории Могилёвского пединститута им. А. Кулешова.
В 1996—1997 гг. заведующий кафедрой экономической теории.
C 1997 по 2006 г. Чрезвычайный и Полномочный Посол Республики Беларусь в Республике Казахстан.
За время работы в качестве Посла политический диалог двух стран принял системный характер, осуществлены официальные визиты Президента Республики Беларусь А. Г. Лукашенко в Республику Казахстан и Президента Республики Казахстан Н. А. Назарбаева в Минск. Неоднократно имели место как официальные визиты, так и деловые встречи премьеров двух республик, вице-премьеров, министров, руководителей разных уровней.
Активизировались деловые встречи представителей бизнеса и предприятий-экспортёров.
За время работы создана материально-техническая база Посольства.
Стали постоянно действующими национальные выставки Республики Беларусь в Казахстане. За время работы товарооборот между республиками вырос более чем в 10 раз.
В 2003 г. Л. В. Пакуш защитила докторскую диссертацию на тему «Совершенствование торгово-экономических отношений Республики Беларусь и Республики Казахстан (концептуальные подходы и механизм их реализации)».
В 2008 г. получила учёное звание профессора.
В 2006—2007 гг. декан экономического факультета БГСХА.
С 2007 по 2009 г. работала в Академии управления при Президенте Республики Беларусь, Белорусском государственном аграрно-техническом университете (проректор по научной деятельности, проректор по учебно-воспитательной работе).
В 2009—2016 гг. заведующий кафедрой экономики и международных экономических отношений в АПК Белоруской государственной сельскохозяйственной академии.
С 2016 г. и по настоящее время профессор кафедры экономической теории.
Член редколлегии научно-методического журнала «Вестник Могилёвского государственного университета им. А. Кулешова».
Председатель совета по защите диссертаций К 05.30.01.
Редактор журнала «Проблемы экономики» (Горки, БГСХА).

## Награды
- орден «Достык» II степени Республики Казахстан.
- семь медалей Республики Беларусь.
- нагрудный знак Национальной академии наук Республики Беларусь.
- почётная грамота Совета Министров Республики Беларусь
- почётная грамота  Администрации Президента Республики Беларусь
- почётные грамоты Министерства иностранных дел Республики Беларусь, Министерства сельского хозяйства и продовольствия Республики Беларусь, Министерства образования Республики Беларусь, грамотами Могилёвского облисполкома, Горецкого райисполкома и Белорусской государственной сельскохозяйственной академии[12].

## Научная школа

### Кандидаты экономических наук
1. Касенова Асия Жандарбековна (Казахстан). Пути повышения эффективности использования трудовых ресурсов аграрного сектора экономики. Астана, 2005.
2. Казыбаев Айдар Калымтаевич (Казахстан). Формирование стратегии инновационного менеджмента в малом предпринимательстве. Астана, 2006.
3. Лысенкова Майя Васильевна. Управление инвестиционными ресурсами в организациях хлебопекарной промышленности Республики Беларусь. Минск, 2012.
4. Алхамзави Эхсан Аббас Рхаиф (Ирак). Формирование стратегии устойчивого развития сельского хозяйства и сельских территорий Ирака. Горки, 2016.
5. Ефименко Александр Васильевич. Формирование эффективного механизма устойчивого развития перерабатывающих организаций АПК. Горки, 2017.
6. Кокиц Елена Валерьевна. Формирование логистической системы в свеклосахарном подкомплексе Республики Беларусь. Горки, 2018.

## Монографии
1. Пакуш, Л. В. Микроэкономическое регулирование сельского хозяйства (проблемы методологии позитивного анализа): монография / Л. В. Пакуш, В. А. Воробьёв, Л. Н. Давыденко. — Астана, 2000. — 245 с.
2. Пакуш, Л. В. Экономическое сотрудничество Беларуси и Казахстана: состояние, проблемы, перспективы развития: монография / Л. В. Пакуш. — Челябинск: Урал Л.Т.Д., 2001. — 175 с.
3. Пакуш, Л. В. Из истории белорусско-казахстанских отношений: монография / Л. В. Пакуш. — Алматы: Гылым, 2001. — 131 с.
4. Казахстан: анализ торговой и инвестиционной политики: Хрестоматия работ проекта ТАСИС в Казахстане (EDKZ 9902) с комментариями группы местных консультантов / С. Байзаков [и др.]. — Астана; Алматы: Аркаим, 2002. — 480 с.
5. Пакуш, Л. В. Беларусь — Казахстан: взаимовыгодное сотрудничество: монография / Л. В. Пакуш. — Костанай, 2003. — 173 с.
6. Пакуш, Л. В. Возвращённые из небытия: монография / Л. В. Пакуш. — Горки, 2004. — 166 с.
7. Пакуш, Л. В. Управление инвестиционными ресурсами: теоретико-методологический аспект (на примере организаций хлебопекарной промышленности Республики Беларусь): монография / Л. В. Пакуш, М. В. Лысенкова. — Горки, 2013. — 198 с.
8. Пакуш, Л. В. Формирование стратегии устойчивого развития сельского хозяйства и сельских территорий Ирака: монография / Л. В. Пакуш, Э. А. Р. Алхамзави. — Горки: БГСХА, 2017. — 132 с.
9. Пакуш, Л. В. Формирование логистической системы в свекло-сахарном подкомплексе в Республике Беларусь: монография / Л. В. Пакуш, Е. В. Кокиц. — Горки: БГСХА, 2019. — 218 с.

## Учебные пособия, курсы лекций
1. Основы экономической теории: учеб. пособие / А. А. Баканов, В. А. Воробьёв, М. Г. Баканова, Л. В. Пакуш [и др.]; под ред. А. А. Баканова, В. А. Воробьёва. — Минск: Ураджай, 1995. — 231 с.
2. Микроэкономика: учеб. пособие / С. А. Константинов, В. А. Воробьёв, Л. В. Пакуш [и др.]. — Астана, 2006.
3. Микроэкономика: учеб. пособие / С. А. Константинов [и др.]; под общ. ред. С. А. Константинова, В. А. Воробьёва, Л. В. Пакуш, А. М. Филипцова. — Минск, 2007. — 268 с.
4. Государственное регулирование переходной экономики: учеб. пособие / С. А. Пелих, В. Ф. Байнев, П. С. Лемещенко, Л. В. Пакуш [и др.]. — Минск: Право и экономика, 2008. — 489 с.
5. Пакуш, Л. В. Макроэкономика: учеб. пособие (практикум). Гл. 13 / Л. В. Пакуш; под ред. И. В. Новиковой. — Минск, 2008. — 230 с.
6. Пакуш, Л. В. Основы дипломатической и консульской службы: курс лекций / Л. В. Пакуш. — Горки: БГСХА, 2013. — 304 с.
7. Национальная экономика Беларуси: курс лекций / Л. В. Пакуш [и др.]. — Горки: БГСХА, 2015. — 315 с.
8. Национальная экономика Беларуси. Ключевые понятия и категории: учеб.-метод. пособие / Л. В. Пакуш [и др.]. — Горки: БГСХА, 2015. — 38 с.

## Основные публикации
1. Пакуш, Л. В. Оценка устойчивого развития ЭСЭ-систем регионов / Л. В. Пакуш, Е. А. Солович // Проблемы экономики: сб. науч. тр. экон. ф-та / Белорус. гос. с.-х. акад.; гл. ред. А. М. Каган. — Горки: БГСХА, 2013. — № 1 (16). — С. 174—188.
2. Пакуш, Л. В. Особенности вхождения Республики Беларусь в геоэкономику / Л. В. Пакуш, Д. В. Ярошевич // Наука и образование Южного Казахстана. — 2012. — № 3/4. — С. 25-31.
3. Пакуш, Л. В. Эконометрические модели формирования индекса глобальной конкурентоспособности / Л. В. Пакуш, И. И. Леньков. — Белгород, 2014. — С. 5-9.
4. Пакуш, Л. В. Мировая финансовая система: состояние и перспективы / Л. В. Пакуш // Весн. МДУ iмя А. А. Куляшова. Серия Д: Экономика. Социология. Право. — 2014. — № 1 (43). — С. 4-11.
5. Пакуш, Л. В. Экономический анализ эффективности использования производственного потенциала регионов Беларуси / Л. В. Пакуш, Т. В. Лиморенко // Проблемы экономики: сб. науч. тр. экон. ф-та / Белорус. гос. с.-х. акад.; гл. ред. А. М. Каган. — Горки: БГСХА, 2013. — № 1 (16). — С. 144—150.
6. Пакуш, Л. В. Теоретические основы логистического менеджмента / Л. В. Пакуш, Е. Кокиц // Белорус. гос. с.-х. акад., Западнопомор. технолог. ун-т в Щецине; редкол.: Н. А. Глушакова (гл. ред.) [и др.]. — Горки — Щецин, 2014. — Ч. 2. — С. 315—318.
7. Пакуш, Л. В. Рынок органической продукции стран таможенного союза: современное состояние, перспективы / Л. В. Пакуш // Белорус. гос. с.-х. акад., Западнопомор. технолог. ун-т в Щецине; редкол.: Н. А. Глушакова (гл. ред.) [и др.]. — Горки — Щецин, 2014. — Ч. 2. — С. 253—257.
8. Пакуш, Л. В. Внешняя торговля Республики Беларусь в мировой системе мигрирующих факторов производства / Л. В. Пакуш // Весн. МДУ iмя А. А. Куляшова. Серия Д: Экономика. Социология. Право. — 2015. — № 2 (46) — С. 4-11.
9. Пакуш, Л. В. Состояние и развитие крестьянских (фермерских) хозяйств в Республике Беларусь / Л. В. Пакуш // Правовые, экономические и социально-гуманитарные науки: сб. науч. тр. / Могил. гос. ун-т прод.; редкол.: А. Г. Ефименко, Л. А. Самусева (отв. ред.). — Могилёв: РИО МГУП, 2016. — Вып. 1. — С. 105—107.
10. Стратегия развития рынка автотранспортных услуг = Strategic directions for market development transport services / A. G. Efimenko, J. R. Kaminski, Z. Koqut, L. V. Pakush // Problemy inzynierii Rolniczej. — 2017. — Z. 1 (95). — S. 15-24.
11. Пакуш, Л. В. Оценка и перспективы развития сельского хозяйства Ирака / Л. В. Пакуш, Э. А. Р. Алхамзави // Эффективность использования ресурсного потенциала предприятий агропромышленного комплекса: материалы Междунар. науч.-практ. конф. / Белорус. гос. с.-х. акад.; редкол.: И. В. Шафранская (отв. ред.) [и др.]. — Горки, 2017. — С. 127—131.
12. Пакуш, Л. В. Некоторые аспекты устойчивого развития пере-рабатывающих организаций / Л. В. Пакуш, А. В. Ефименко // Problems of European agriculture sustainable development in 2017 = Проблемы устойчивого развития сельского хозяйства Европы в 2017: Proceedings of common scientific = Материалы общего научного исследования / под ред. Б. Мицкевича. — Zachodniopomorski un-t technologiczny w Szcze-cinie. — Szczecin, 2017. — S. 14-17.